# Teljesen idegenek
A Teljesen idegenek (eredeti cím: Perfetti sconosciuti) 2016-ban bemutatott olasz filmvígjáték. Rendezője Paolo Genovese.
Olaszországban 2016. február 11-én mutatták be. Az évek során számos remake készült belőle, a magyar változat 2018-ban BÚÉK címmel került a mozikba.
A történetből számos színházi feldolgozás készült Magyarországon is, például Czukor Balázs rendezésében a budapesti Játékszínben, Szikszai Rémusz rendezésében a tatabányai Jászai Mari Színházban, illetve Hargitai Iván rendezésében a komárnoi Jókai Színház és a székesfehérvári Vörösmarty Színház koprodukciójában.

## Történet
Az emberek számára az okostelefon nem egyszerűen egy mini számítógép: életünk feketedobozaként is funkcionál. Számtalan olyan dolgot rejthet magában, melyet nem szeretnénk, ha a családunk vagy a barátaink felfedeznének. Ennek ellenére, egyik este egy hétfős baráti társaság különös játékba kezd: kiteszik az étkezőasztalra a mobiljaikat, és minden hívást közösen hallgatnak meg, minden sms-t és WhatsApp üzenetet együtt olvasnak el. Míg elsőre csak kisebb átverésekre és eltitkolt szervezkedésekre kerül sor, fokozatosan elérik azt a szintet az előkerülő titkok, amikor már joggal teszik fel a kérdést egymásnak: ismerjük egymást egyáltalán?

## Cselekmény
|  | Alább a cselekmény részletei következnek! |

Rocco, a higgadt hozzáállást preferáló, határozott plasztikai sebész és felesége, a véleményének sokszor hangot adó pszichológusnő Eva a teljes holdfogyatkozás alkalmából vacsorára hívja baráti társaságukat. A társaság tagjai a kissé szarkasztikus Lele és felesége, Carlotta, akik Roccóékhoz hasonlóan feszült viszonyt ápolnak hosszú ideje; Cosimo, a nők körében igen népszerű, ám könnyen felbosszantható taxisofőr és volt vállalkozó, fiatal menyasszonyával, az állatorvosként dolgozó Biancával; valamint Peppe, a kissé esetlen, szellemes testnevelőtanár, aki évekkel ezelőtt elvált kritikus természetű feleségétől, Emanuelától, és nemrégiben el kényszerült hagyni az iskoláját, mivel nem hosszabbították meg a szerződését. A vacsora előtt Eva igencsak összeveszik lányukkal, Sofiával, mivel az anyja rosszallása ellenére egy késő hajnalig tartó partira megy, ráadásul előkerül egy doboz gumióvszer táskájából, bár azt állítja, egy barátnője, Kikka bízta rá.
A vacsora apropóját adja az is, hogy Peppe most szeretné bemutatni új barátnőjét, Lucillát a baráti társaságnak. Bár hosszú ideje együtt vannak, a társaságból még senki nem ismerte meg a hölgyet, így igen kíváncsian várják az utolsóként megérkező Peppét. A testnevelő azonban egyedül érkezik, mivel Lucilla elkapott egy lázzal járó betegséget és így nem tud részt venni a vacsorán. Bár a társaság meglepődik ezen, örömmel fogadják Peppét, és meg is kezdik a Rocco által elkészített, kiváló ínyencségekből összeállított vacsora elfogyasztását. Miközben a mindennapi dolgokról beszélgetnek és még közelebb kerülnek a Cosimo által nemrég bemutatott Bianca megismeréséhez, egy ismerős, frissen válni készülő házaspárról is szó esik. Diego, a családapa megcsalta a feleségét egy huszonéves éves lánnyal, és az buktatta le, hogy elfelejtette kitörölni az SMS-váltásukat a mobiljából, így Kiara rájött a titkos viszonyra. Eva meg is jegyzi elgondolkodva, hogy valószínűleg számos házasság tönkremenne, ha a férj és feleség belenézne egymás mobiljába, és az is előkerül, hogy mivel ők egy összetartó baráti társaság, így vajon még érnék-e egymást meglepő felfedezések, ha megnéznék egymás üzeneteit? Az elgondolás rövidesen egy játékötletté válik: mindenkinek az asztalra kell tennie az okostelefonját, és minden bejövő üzenetet, minden hívást együtt látnak, hallgatnak meg. A társaság férfi tagjai igen negatívan fogadják az ötletet, nem szívesen vennének részt benne, kíváltképp Rocco, azonban végül vonakodva beleegyeznek. 
Az első hívás Peppéhez érkezik a nővérétől, Martától. Peppe véletlenül kifecsegi, hogy ki van hangosítva, majd megelőzve a nővére kerdőzősködését, közli, hogy nem akarja elvállalni az általa korábban ajánlott Antiumi tanári állást. Bár a hívás után többen firtatni kezdik, hogy Peppe miért nem akarja elvállalni ezt az állást, és hogy egyáltalán, miért nem áll ki magáért, a tanár igen dühösen elutasítja a kérdezősködést, mondván, nem akarja bevonni ebbe a baráti társaságát. Ezután Evához érkezik hívás az apjától, aki elmondja, hogy Blanchard professzor – egy igen elismert svájci plasztikai sebész – Rómába érkezik és ott is meg tudja őt műteni. A társaság értetlenül fogadja ezt a hírt, mire Eva elmondja, hogy megnagyobbíttatja a melleit. Azért a híres professzor, mert az apja nem tartja elég képzettnek Roccót, és mert úgy érzi, nem volna etikus, hogyha a saját férje operálná meg őt. Ez felveti a kérdést, hogyha Eva egy pszichológusnő, akkor miért nem fogadja el magát, és hogy Rocco vajon tényleg olyan-e elutasító a pszichológiai vizsgálatokkal kapcsolatban, mint az látszik. Később, mikor négyszemközt vannak, Carlotta elmondja Evának, hogy Rocco titokban analízisre jár. 
Amikor Peppe kimegy a balkonra cigarettázni, Lele négyszemközt beszél vele, a segítségét kéri. A férfi szeretőt tart, és épp egy fotót vár tőle, azonban a játék miatt kénytelen volna azt mindenkinek megmutatni, a feleségét is beleértve. Ezzel pedig ugyanúgy lebukna és szétesne a családja, mint Diegónak. A terve az, hogy mivel Peppének ugyanolyan típusú mobilja van, mint neki, és mivel nincs itt a párja, így megcserélnék a két eszközt, így ha a fotó megérkezik, akkor azt hiszik, Peppéhez érkezett. A tanár nem repes az ötletért, azonban végül beleegyezik. Mikor a társaság újra összeül, egy kisebb, ám érzelmi súllyal rendelkező dologra is fény derül egy sms-nek köszönhetően: Rocco, Lele és Cosimo közös focimeccset szervez egy barátjukkal, Julióval, de Peppét nem szándékoznak bevenni a játékba. Rá is eszmél, hogy valójában mindig csak akkor veszik őt be a csapatba, ha épp senkit sem tudnak a kapusi pozícióba helyezni, és ezt nem fogadja jó szájízzel. A következő üzenet Cosimóhoz érkezik, a főnökétől, Marikától. A nő arra kéri, hívja őt fel, de Cosimo és Bianca egyaránt elutasítja, mivel biztosak benne, hogy be akarja hívni dolgozni, és nem akarják, hogy emiatt a vacsora félbeszakadjon. Eva egy megfelelő pillanatban, mikor négyszemközt marad Roccóval, szembesíti őt, hogy titokban pszichológiai analízisre jár. A férfi bevallja, hogy azt szeretné, ha el tudná mondani, hogy mindent megtett a házasságuk megmentése érdekében, és hogy igyekszik a leszerelés technikáját alkalmazni: az egyik félnek tudnia kell hátralépni egyet, hogy ők együtt előrelépjenek.
Egy alkalmas pillanatban, mikor senki sem figyel, Lele megcseréli a mobilját Peppe mobiljával, bár ő továbbra sem örül neki. A fotó rövidesen be is fut, ám azt hiszik, a csinos hölgyemény Peppe szeretője vagy barátnője. Nem sokkal ezután Lele kap üzenetet Peppe mobilján át egy Lucio nevű illetőtől, aki a hogylétéről érdeklődik. Bár Peppe inspirációjára azt írná, hogy otthon van és holnap beszélnek, azonban a többiek inkább azt javasolják, hogy írja meg őszintén, hogy a barátaival van. Peppe hevesen tiltakozik ez ellen, így Lele inkább nem is válaszol Lucio üzenetére. A következő üzenet Carlottához érkezik, mégpedig egy információs levél egy Harmónia nevű nyugdíjas-otthontól. Ebből Lele rájön, hogy Carlotta szeretné, ha anyósa az otthonba költözne, mert nem örül neki, hogy velük egy lakásban él. A holdfogyatkozást megcsodálandó az erkélyre mennek, majd megpróbálnak a Hold előtt egy szelfit készíteni, azonban ezt egy újabb, Biancához érkező sms szakítja félbe. A volt élettársa, Ivano amiatt keresi, hogy tanácsot kérjen tőle: szerelmének tárgya egy olyan nő, aki folyamatosan kihasználja, csak testi kapcsolatot akar tőle, és nem ragaszkodik semmi érzelmi kapcsolathoz. Cosimo nem örül neki, hogy Ivano és Bianca közt ilyen bizalmi kapocs maradt fent, és igencsak sürgeti, hogy szüntessék meg ezt a kapcsolatot. 
Rocco hívást kap Sofiától, aki elmondja, hogy a parti igencsak csalódást keltő, viszont Gregorio, a barátja egyedül van otthon, és szeretné, ha a lány fölmenne hozzá. Bizonytalan abban, mi volna a helyes döntés, ezért kéri az apja tanácsát. Rocco elmondja, hogy ez az este lesz az egyik legmeghatározóbb a lány életében, így ha csak egy kicsit is bizonytalan, ne menjen föl csak amiatt, mert fél, hogy a fiú megsértődik rá. A doboz óvszert pedig azért adta a lányának, hogy biztonságban legyen, nem amiatt, hogy mindenképpen használja. Rocco arra kéri a lányát, hogy anyját is avassa majd be a viselt dolgaiba, de elutasítja, mondván, az anyja nem képes egyáltalán megérteni őt. Rocco azonban ragaszkodik hozzá, hogy ossza meg vele is a problémáit. Mikor befejeződik a hívás, Eva őszinte elismerését adja Roccónak, amiért ilyen jól kezelte és kezeli lánya helyzetét. Bianca egy véletlen megjegyzéséből azonban rájön, hogy a baráti társaságból mindenki tud már róla, hogy analízisre jár.
A következő és minden eddiginél nagyobb bonyodalmat Lele és Peppe mobilcseréje okozza. Lucio nem érti, hogy miért nem kapott választ az sms-ére, mire Lele kénytelen-kelletlen megüzeni neki, hogy a barátaival vacsorázik. Erre Lucio egy igen dühös válaszüzenetet ad, majd mobilhívást is kezdeményez, amit Lele kénytelen felvenni, de nem szól bele, hogy ne bukjon le. Ez visszájára sül el: Lucio azzal szembesíti, hogy hazudott neki, mondván lázas beteg, és hogy képtelen eldönteni, a nőkhöz vagy a férfiakhoz vonzódik-e. Ezzel azt sugallja, hogy szeretői kapcsolatban van vele. Bár a hívás után Lele határozottan tagadja, hogy ez igaz lenne, és azt mondja, csak Lucio képzelgése a köztük lévő kapocs, egy újabb sms érkezik, melyben Lucio hiányolja a csókjait. Emiatt Lele felesége és a barátai is azt hiszik, hogy a családapa a férfiakhoz is vonzódik. Carlotta dühösen kivonul a konyhába, hogy alkoholba fojtsa bánatát, miközben Eva és Bianca próbálják érzelmileg támogatni és rávilágítani, hogy férje valószínűleg csak bizonytalan volt és rossz önképet alakított ki magáról. Ezalatt Cosimo igen dühösen szembesíti Lelét azzal, hogy hiába legjobb barátok, folyamatosan, egész életében hazudott neki, és eltitkolta a valódi preferenciáit. Bár Peppe próbálja ráirányítani a figyelmét, hogy ezen titok kiderülésétől még ugyanolyan barátok, mint mindig is voltak, Cosimóra nem hat semmilyen észérv. Rövidesen Carlotta visszatér a konyhából, és ismét kérdőre vonja Lelét, aki immár nem tagadja le a viszonyt, mivel nem akarja, hogy a mobilcserére fény derüljön.
Az újabb hívás Cosimóhoz érkezik egy barátjától, Mauritiótól, aki azt kérdi, hogy megfelelő-e a gyűrű, amit leszállított neki, és Cosimo büszkén megerősíti ezt, miközben menyasszonyára pillant. A következő kérdése, hogy a fülbevaló megfelelő-e, ez azonban gyanút ébreszt Biancában, lévén nem hord fülbevalót, nincs is kiszúrva a füle. Ezután a főnökétől, Marikától kap újabb hívást, amit bár megint csak nem akar felvenni, Bianca megszerzi a mobilját és fogadja a beérkező hívást. A nő elmondja, hogy várandós lett Cosimótól. Bianca azonnal szakít a férfival és hányingerrel küzdve a fürdőszobába siet, Carlotta pedig követi, hogy érzelmileg támogassa. Cosimo bár be akar menni hozzájuk, Eva megakadályozza, majd odaadja neki a férfitól kapott fülbevalókat és az arcába köp. Valójában ők ketten szeretők voltak. Eva dühösen elviharzik, és végül a bűntudattól és érzelmi elesettségtől gyötörve a férje oldalán talál menedéket. Bár Rocco tudja, mi történt, támaszt nyújt Evának.
Bianca elmondja Carlottának, hogy legbelül mindig is kételkedett a házasság intézményében és abban is, hogy Cosimo teljesen hűséges hozzá, de mindig igyekezett elaltatni a saját kételyeit. Ezért is fáj neki különösen, hogy a férfi elárulta őt. A beszélgetést Lele szakítja meg, aki szembesíti Carlottát egy vadidegen férfitól kapott chatüzenettel, melyben az illető azt kérdi, van-e rajta bugyi. Carlotta felfedi, hogy gyakorta váltanak pikáns chatüzeneteket az illetővel, és ezt egy mobilhívással is megerősíti. Az elfajult vita végén Carlotta a férje szemére veti, felfedve a többiek előtt is egy súlyos titkot, hogy a házasságuk azóta működésképtelen, mióta évekkel korábban részegen halálra gázolt egy járókelőt, és Lele magára vállalta a balesetet, hogy a családanya ne kerüljön börtönbe. A házasságukat csakis a képmutatás tartja össze, és már évekkel korábban el kellett válniuk egymástól. Carlotta végül szembesíti vele a férjét, hogy fel kellett volna fednie, hogy meleg, majd elviharzik a lakásból.
Peppe ekkor felfedi a mobilcserét a társaságban, és egyúttal felvállalja a valódi szexualitását. Bár megpróbálja elmondani, miért titkolta ezidáig, ezt Lele megteszi helyette is. Két óra elég volt neki, hogy rájöjjön, milyen szörnyű érzés kiutasítottnak és kinézettnek lenni mind a barátai, mind a felesége részéről. Peppe kiegészíti ezt azzal, hogy a tanári szerződését is emiatt hagyták meghosszabbítatlanul, és a bíróságra sem meri vinni az ügyet, lévén a barátai előtt sem merte elmondani az igazat magáról. Noha Rocco azt javasolja neki, mutassa be nekik Luciót, Peppe ezt a legkevésbé sem tartja jó ötletnek, lévén évek óta hallgatja barátai homofób viccelődését és megjegyzéseit, és nem szeretné, ha ezekkel immáron Lución is élcelődnének. Az elmélkedést Cosimo újabb telefonhívása zavarja meg, amely a fürdőszobából jön. Bianca nem hajlandó ajtót nyitni, ezért Peppe betöri azt. Az immár kirzúsozott Biancia felfedi, hogy Cosimo anyja telefonált. Elmondta neki, hogy Cosimónak gyereke lesz, mire az asszony Biancának gratulált. Ezután gyengéden homlokcsókot ad Peppének, kérve, hogy ne mutassa be párját a barátainak, majd elhagyja a lakást. Előtte még leveszi és az üres étkezőasztalra teszi a Cosimótól kapott jegygyűrűjét. Miután ténylegesen elhagyja Roccóék lakását, a házigazda sürgeti Cosimót, hogy siessen Bianca után. Ezután elkezdi megenni a megmaradt ételspecialitásokat, miközben Eva gyengéden átöleli.
Miközben a telihold felragyog, kiderül, hogy az egész történet egy illúzió volt, egy "mi lenne, ha?" típusú történet. Valójában Rocco nem volt hajlandó részt venni a játékban, mivel bár nincs rejtegetnivalója, tudja, hogy a mobil az életük feketedoboza, és nem szabad játszadozni vele. Mivel ő nem akart részt venni a játékban, így nem is játszottak valójában. Rocco, Lele és Cosimo eltitkolják a közös focit Peppe elől, aki egyúttal eltitkolja továbbra is mindenki elől, hogy egy férfi az élettársa. Bianca nem jött rá, hogy Cosimo megcsalta Marikával; Cosimo nem hajlandó fogadni Marika hívásait, így nem tudja, hogy a nő várandós; egyúttal pikáns üzeneteket vált a másik szeretőjével, Evával. Lele hazatérve mit sem sejt Carlotta chatpartneréről, egyúttal a mosdóba elvonulva megnézi a szeretőjétől kapott képet. Peppe folytatja a mobiltelefonos applikáció által diktált edzésprogramokat.
|  | Itt a vége a cselekmény részletezésének! |

## Szereplők
| Színész            | Szereplő | Magyar hang           |
| ------------------ | -------- | --------------------- |
| Kasia Smutniak     | Eva      | Majsai-Nyilas Tünde   |
| Marco Giallini     | Rocco    | Máté Gábor            |
| Anna Foglietta     | Carlotta | Gubás Gabi            |
| Valerio Mastandrea | Lele     | Sztarenki Pál         |
| Alba Rohrwacher    | Bianca   | Farkasházi Réka       |
| Edoardo Leo        | Cosimo   | Bede-Fazekas Szabolcs |
| Giuseppe Battiston | Peppe    | Rába Roland           |

További szereplők:
| Színész             | Szereplő                     | Magyar hang    |
| ------------------- | ---------------------------- | -------------- |
| Benedetta Porcaroli | Sofia, Eva és Rocco lánya    | Rudolf Szonja  |
| Elisabetta De Palo  | Nagymama, Lele anyja         | Horváth Zsuzsa |
| Noemi Pagotto       | Rosa, Carlotta és Lele lánya | Kobela Kíra    |
| Tommaso Tatafiore   | Bruno, Carlotta és Lele fia  | Maszlag Bálint |

Csak hang:
- Eva apja – Borbély László
- Marta, Peppe nővére – Galiotti Barbara
- Edzésprogram-applikáció – Haumann Máté
- Ricardo, számítógépszerelő – Kovács Lehel
- Lucio, Peppe élettársa – Nagy Dániel Viktor
- Carlotta chat partnere – Schmied Zoltán
- Ivano, Bianca volt barátja – Szatory Dávid
- Marika, Cosimo főnöke – Szilágyi Csenge
- Mauritio, Cosimo haverja – Zámbori Soma

### Magyar változat
A szinkront a TV2 csoport megbízásából a Direct Dub Studios készítette 2018-ban.
- Magyar szöveg: Schultz Ádám
- Hangmérnök: Halas Péter, Berkin Milán
- Vágó: Pilipár Éva
- Gyártásvezető: Vígvári Ágnes
- Szinkronrendező: Nikas Dániel
- Produkciós vezető: Jávor Barbara
- Cím, stáblista felolvasása: Korbuly Péter

## Remake-ek
| ország          | eredeti címe                    | angol címe                | IMDB       | bemutatás időpontja  |
| --------------- | ------------------------------- | ------------------------- | ---------- | -------------------- |
| GRC             | Τέλειοι Ξένοι (Teleioi xenoi)   | Perfect Strangers         | tt6304968  | 2016. szeptember 15. |
| ESP             | Perfectos desconocidos          | Perfect Strangers         | tt6101820  | 2017. november 27.   |
| TUR             | Cebimdeki Yabanci               | Stranger in My Pocket     | tt7862330  | 2018. február 2.     |
| IND             | ಲೌಡ್ ಸ್ಪೀಕರ್                         | Loudspeaker               | tt8852326  | 2018. augusztus 10.  |
| FRA             | Le Jeu                          | Nothing to Hide           | tt7489816  | 2018. október 17.    |
| KOR             | 완벽한 타인                     | Intimate Strangers        | tt8986842  | 2018. október 31.    |
| HUN             | BÚÉK                            | Happy New Year            | tt8265174  | 2018. december 6.    |
| MEX             | Perfectos Desconocidos          | Perfect Strangers         | tt8580348  | 2018. december 25.   |
| CHN             | 手机狂响                        | Kill Mobile               | tt9408490  | 2018. december 29.   |
| RUS             | Громкая связь                   | Loud Connection           | tt9624470  | 2019. február 14.    |
| ARM             | Անհայտ բաժանորդ                 | Unknown Subscriber        | tt11355352 | 2019. szeptember 5.  |
| POL             | (Nie)znajomi                    | (no)friends               | tt10518924 | 2019. szeptember 16. |
| DEU             | Das perfekte Geheimnis          | The Perfect Secret        | tt10145122 | 2019. október 31.    |
| VNM             | Tiệc trăng máu                  | Blood Moon Party          | tt13326736 | 2020. október 23.    |
| JPN             | おとなの事情 スマホをのぞいたら | Adult's Situation         | tt13863260 | 2021. január 8.      |
| CZE · SVK       | Známi neznámi                   | Known Unknown             | tt12852078 | 2021. február 11.    |
| ROM             | Complet Necunoscuti             | Perfect Strangers         | tt14383680 | 2021. szeptember 24. |
| ISR             | זרים מושלמים (Zarim Mushlamim)  | Perfect Strangers         | tt14037312 | 2021. október 27.    |
| NED             | Alles op tafel                  | All In                    | tt12117860 | 2021. november 4.    |
| EGY · LIB · UAE | أصحاب… ولا أعزّ                  | Friends… and no dearer    | tt11112784 | 2022. január 20.     |
| NOR             | Full Dekning                    | Everything’s on the table | tt14942362 | 2022. február 25.    |
| ISL             | Villibráð                       | Wild Game                 | tt16239030 | 2023. január 6.      |
| SWE             | még nem ismert                  |                           |            | Előkészítés alatt    |
| QAT             | még nem ismert                  |                           |            | Előkészítés alatt    |
| USA             | Perfect Strangers               | Perfect Strangers         |            | Felfüggesztve        |